# Allancastria cretica
Allancastria cretica là một loài bướm ngày thuộc họ Bướm phượng. Nó chỉ được tìm thấy ở Crete, ở đây chúng là loài đặc hữu.